# Saison 6 d'Adventure Time
Chronologie
Saison 5 Saison 7
La sixième saison de la série d'animation américaine Adventure Time, créée par Pendleton Ward, est originellement diffusée sur la chaîne de télévision Cartoon Network aux États-Unis. La série se base sur un court-métrage d'animation produit pour l'émission Random! Cartoons produite par Frederator Studios. Elle est officiellement diffusée à la télévision américaine depuis le 21 avril 2014.

## Développement

### Concept
La saison suit les aventures de Finn, un jeune garçon humain, et de son meilleur ami Jake, un chien anthropomorphe aux pouvoirs magiques capable de changer l'apparence de son corps comme il le désire, vivant tous les deux sur l'île post-apocalyptique de Ooo. Sur leur chemin, ils interagissent avec d'autres personnages principaux incluant princesse Chewing-Gum, le roi des Glaces, et Marceline, la reine des vampires,. Le scénario principal se centre sur Finn et Jake faisant la rencontre de créatures étranges, leur devoir de sauver les princesses du roi des Glaces, et de combattre des monstres pour aider les autres. De nombreux épisodes se focalisent également sur l'attirance de Finn envers la princesse Chewing-Gum.

### Production
Le 28 janvier 2013, en plein milieu de la diffusion de la cinquième saison, Cartoon Network annonce le renouvellement de la série. En juillet 2013, le préposé au storyboard Jesse Moynihan révèle le début de la production de la sixième saison.

## Épisodes
| #    | Titre                               | Réalisation      | Dialogues et storyboard                               | Date de diffusion | Date de diffusion |
| #    | Titre                               | Réalisation      | Dialogues et storyboard                               | États-Unis        | France            |
| ---- | ----------------------------------- | ---------------- | ----------------------------------------------------- | ----------------- | ----------------- |
| 79a  | Wake Up (Part 2)                    | Elizabeth Ito    | Andy Ristaino & Cole Sanchez                          | 21 avril 2014     | NC                |
|      |                                     |                  |                                                       |                   |                   |
| 79b  | Escape From the Citadel (Part 3)    | Adam Muto        | Tom Herpich & Steve Wolfhard                          | 21 avril 2014     | NC                |
|      |                                     |                  |                                                       |                   |                   |
| 80a  | James II                            | Elizabeth Ito    | Seo Kim & Somvilay Xayaphone                          | 28 avril 2014     | NC                |
|      |                                     |                  |                                                       |                   |                   |
| 80b  | The Tower                           | Andres Salaff    | Tom Herpich & Steve Wolfhard                          | 5 mai 2014        | NC                |
|      |                                     |                  |                                                       |                   |                   |
| 81a  | Sad Face                            | Adam Muto        | Graham Falk                                           | 12 mai 2014       | NC                |
|      |                                     |                  |                                                       |                   |                   |
| 81b  | Breezy                              | Andres Salaff    | Jesse Moynihan & Derek Ballard                        | 5 juin 2014       | NC                |
|      |                                     |                  |                                                       |                   |                   |
| 82a  | Food Chain                          | Masaaki Yuasa    | Masaaki Yuasa                                         | 12 juin 2014      | NC                |
|      |                                     |                  |                                                       |                   |                   |
| 82b  | Furniture & Meat                    | Elizabeth Ito    | Kent Osborne & Cole Sanchez                           | 19 juin 2014      | NC                |
|      |                                     |                  |                                                       |                   |                   |
| 83a  | The Prince Who Wanted Everything    | Adam Muto        | Adam Muto, Kent Osborne, Emily Partridge, & Bert Youn | 26 juin 2014      | NC                |
|      |                                     |                  |                                                       |                   |                   |
| 83b  | Something Big                       | Andres Salaff    | Jesse Moynihan                                        | 3 juillet 2014    | NC                |
|      |                                     |                  |                                                       |                   |                   |
| 84a  | Little Brother                      | Elizabeth Ito    | Madéleine Flores & Adam Muto                          | 10 juillet 2014   | NC                |
|      |                                     |                  |                                                       |                   |                   |
| 84b  | Ocarina                             | Andres Salaff    | Tom Herpich & Steve Wolfhard                          | 17 juillet 2014   | NC                |
|      |                                     |                  |                                                       |                   |                   |
| 85a  | Thanks for the Crabapples, Giuseppe | Elizabeth Ito    | Seo Kim & Somvilay Xayaphone                          | 24 juillet 2014   | NC                |
|      |                                     |                  |                                                       |                   |                   |
| 85b  | Princess Day                        | Elizabeth Ito    | Seo Kim & Somvilay Xayaphone                          | 31 juillet 2014   | NC                |
|      |                                     |                  |                                                       |                   |                   |
| 86a  | Nemesis                             | Elizabeth Ito    | Derek Ballard & Jesse Moynihan                        | 7 août 2014       | NC                |
|      |                                     |                  |                                                       |                   |                   |
| 86b  | Joshua and Margaret Investigations  | Elizabeth Ito    | Andy Ristaino & Cole Sanchez                          | 14 août 2014      | NC                |
|      |                                     |                  |                                                       |                   |                   |
| 87a  | Ghost Fly                           | Sebastian Brodin | Graham Falk & Cole Sanchez                            | 28 octobre 2014   | NC                |
|      |                                     |                  |                                                       |                   |                   |
| 87b  | Everything's Jake                   | Cole Sanchez     | Seo Kim & Somvilay Xayaphone                          | 24 novembre 2014  | NC                |
|      |                                     |                  |                                                       |                   |                   |
| 88a  | Is That You?                        | Andres Salaff    | Jesse Moynihan                                        | 25 novembre 2014  | NC                |
|      |                                     |                  |                                                       |                   |                   |
| 88b  | Jake the Brick                      | Kent Osborne     | Kent Osborne                                          | 26 novembre 2014  | NC                |
|      |                                     |                  |                                                       |                   |                   |
| 89a  | Dentist                             | Andres Salaff    | Tom Herpich & Steve Wolfhard                          | 28 novembre 2014  | NC                |
|      |                                     |                  |                                                       |                   |                   |
| 89b  | The Cooler                          | Cole Sanchez     | Andy Ristaino & Cole Sanchez                          | 4 décembre 2014   | NC                |
|      |                                     |                  |                                                       |                   |                   |
| 90a  | The Pajama War                      | Cole Sanchez     | Seo Kim & Somvilay Xayaphone                          | 8 janvier 2015    | NC                |
|      |                                     |                  |                                                       |                   |                   |
| 90b  | Evergeen                            | Andres Salaff    | Tom Herpich & Steve Wolfhard                          | 15 janvier 2015   | NC                |
|      |                                     |                  |                                                       |                   |                   |
| 91a  | Astral Plane                        | Andres Salaff    | Jesse Moynihan & Jillian Tamaki                       | 22 janvier 2015   | NC                |
|      |                                     |                  |                                                       |                   |                   |
| 91b  | Gold Stars                          | Andres Salaff    | Seo Kim & Somvilay Xayaphone                          | 29 janvier 2015   | NC                |
|      |                                     |                  |                                                       |                   |                   |
| 92a  | The Visitor                         | Andres Salaff    | Tom Herpich & Steve Wolfhard                          | 5 février 2015    | NC                |
|      |                                     |                  |                                                       |                   |                   |
| 92b  | The Mountain                        | Andres Salaff    | Sam Alden & Jesse Moynihan                            | 12 février 2015   | NC                |
|      |                                     |                  |                                                       |                   |                   |
| 93a  | Dark Purple                         | Adam Muto        | Sloane Leong & Adam Muto                              | 19 février 2015   | NC                |
|      |                                     |                  |                                                       |                   |                   |
| 93b  | The Diary                           | Cole Sanchez     | Jillian Tamaki                                        | 26 février 2015   | NC                |
|      |                                     |                  |                                                       |                   |                   |
| 94a  | Walnuts & Rain                      | Andres Salaff    | Tom Herpich                                           | 5 mars 2015       | NC                |
|      |                                     |                  |                                                       |                   |                   |
| 94b  | Friends Forever                     | Cole Sanchez     | Andy Ristaino & Cole Sanchez                          | 16 avril 2015     | NC                |
|      |                                     |                  |                                                       |                   |                   |
| 95a  | Jermaine                            | Andres Salaff    | Brandon Graham & Jesse Moynihan                       | 23 avril 2015     | NC                |
|      |                                     |                  |                                                       |                   |                   |
| 95b  | Chips & Ice Cream                   | Cole Sanchez     | Seo Kim & Somvilay Xayaphone                          | 30 avril 2015     | NC                |
|      |                                     |                  |                                                       |                   |                   |
| 96a  | Graybles 1000+                      | Andress Salaff   | Steve Wolfhard                                        | 7 mai 2015        | NC                |
|      |                                     |                  |                                                       |                   |                   |
| 96b  | Hoots                               | Adam Muto        | Kent Osborne & Andy Ristaino                          | 14 mai 2015       | NC                |
|      |                                     |                  |                                                       |                   |                   |
| 97a  | Water Park Prank                    | David Ferguson   | David Ferguson                                        | 21 mai 2015       | NC                |
|      |                                     |                  |                                                       |                   |                   |
| 97b  | You Forgot Your Floaties            | Andres Salaff    | Jesse Moynihan                                        | 1er juin 2015     | NC                |
|      |                                     |                  |                                                       |                   |                   |
| 98a  | Be Sweet                            | Elizabeth Ito    | Seo Kim & Somvilay Xayaphone                          | 2 juin 2015       | NC                |
|      |                                     |                  |                                                       |                   |                   |
| 98b  | Orgalorg                            | Andres Salaff    | Graham Falk                                           | 3 juin 2015       | NC                |
|      |                                     |                  |                                                       |                   |                   |
| 99a  | On the Lam                          | Elizabeth Ito    | Seo Kim, Cole Sanchez & Somvilay Xayaphone            | 4 juin 2015       | NC                |
|      |                                     |                  |                                                       |                   |                   |
| 99b  | Hot Diggity Doom                    | Andres Salaff    | Tom Herpich & Steve Wolfhard                          | 5 juin 2015       | NC                |
|      |                                     |                  |                                                       |                   |                   |
| 100a | The Comet                           | Elizabeth Ito    | Jesse Moynihan & Andy Ristaino                        | 5 juin 2015       | NC                |
|      |                                     |                  |                                                       |                   |                   |